# Perdoytus
Perdoytus – w mitologii bałtyjskiej pan wiatru, być może przydomek boga magii. 